# Espuri Cassi Viscel·lí
Espuri Cassi Viscel·lí (llatí: Spurius Cassius Viscellinus o Vecellinus) va ser un magistrat romà. Va ser cònsol tres vegades. Era conegut per haver estat l'autor de la primera llei agrària romana.
El seu primer consolat va ser l'any 502 aC amb Òpiter Virgini Tricost com a col·lega. Va fer la guerra contra els sabins als que va derrotar causant fortes pèrdues, prop de Cures. Els sabins van demanar la pau, van cedir una part del seu territori, i Viscel·lí va obtenir els honors del triomf, tal com consta als Fasti. Titus Livi no parla de la guerra amb els sabins sinó amb els auruncs, i diu que va conquerir Pomètia, però com que aquestos fets Livi els repeteix el 495 aC probablement la primera versió és la correcte tal com diu Dionís d'Halicarnàs.
L'any 501 aC va ser nomenat magister equitum del primer dictador de la República Tit Larci Flau (la data d'aquesta dictadura varia una mica segons els autors). Després de la batalla del llac Regillus l'any 498 aC o 496 aC, Viscel·lí va demanar al senat la destrucció de les ciutats llatines.
El 493 aC va ser elegit cònsol per segona vegada amb Pòstum Comini Aurunc i en van prendre possessió durant la secessió dels plebeus al Mont Sagrat. Durant aquest consolat va formar una aliança amb els llatins. Arranjat el conflicte amb els plebeus, Comini va anar contra els volscs (o almenys és el que diu Titus Livi) mentre Viscel·lí es va quedar a Roma i va mantenir l'aliança amb els llatins de la qual se'n va fer un jurament. També en aquest any, Cassi va consagrar el temple de Ceres, Baccus i Proserpina que el dictador Aule Postumi Albe Regil·lense havia dedicat l'any 498 aC.
L'any 486 aC va ser cònsol per tercera vegada amb Pròcul Virgini Tricost Rutil Va anar a lluitar contra els volscs i hèrnics, però no hi va haver cap batalla, ja que l'enemic va demanar la pau. No obstant va obtenir els honors del triomf al seu retorn. Se sap que va formar una aliança amb els hèrnics i junt amb l'aliança amb els llatins va portar a Roma al poder que havia tingut amb la monarquia. Titus Livi diu en canvi que va privar als hèrnics de dos terços de la seva terra però això es considera un error i probablement el tractat posava als hèrnics en igualtat amb els romans i els llatins i cadascuna de les tres nacions va rebre un terç de les terres en conjunt conquerides en campanya. Després del tractat amb els hèrnics va proposar la cèlebre llei agrària que probablement restaurava l'antiga llei de Servi Tul·li i definia estrictament les terres dels patricis dins del domini públic, repartint la resta entre els plebeus. Els patricis es van oposar a la llei encapçalats pel seu col·lega en el consolat Pròcul Virgini Tricost, però finalment va ser aprovada, encara que mai executada.
A l'any següent, 485 aC, va ser portat a judici acusat d'aspirar al poder reial davant l'assemblea de les tribus romanes, pels qüestors dels parricidis Ceso Fabi i Luci Valeri Potit, i condemnat pels patricis que el miraven com a traïdor a la seva causa. Va ser escanyat i decapitat. Van arrasar casa seva fins als fonaments i el solar on es trobava davant el temple de Tel·lus va quedar abandonat. Els antics escriptors el consideraven realment culpable, excepte Dió Cassi, encara que diu que per maldat va ser llançat des de la roca Tarpeia. Modernament la tendència és pensar que va ser innocent. Va deixar tres fills que segurament van ser expulsats de les gens patrícies i van passar a ser plebeus, forçats o voluntàriament.